# Ban Senkeo
Ban Senkeo – wieś położona w południowo-wschodnim Laosie, w prowincji Attapu, w dystrykcie Phouvong.